# 軍武刺鎧蝦
軍武刺鎧蝦（学名：Munida militaris）为鎧甲蝦科刺鎧蝦屬下的一个种。